# Мосо (народ)
Мосо (кит. трад. 摩梭, пиньинь Mósuō, самоназвание — на) — небольшая народность в составе группы наси, проживающая в Китае, в провинциях Сычуань и Юньнань, вблизи от тибетской границы. Большинство мосо живут у озера Лугуху в Гималаях (27°42′35″ с. ш. 100°47′04″ в. д.).
Хотя мосо культурно отличны от наси, правительство Китая считает их одним народом. Культуру мосо изучали Ламу Гатуса и Латами Даси.

## Образ жизни
Мосо занимаются  сельским хозяйством: фермерством (в том числе сеют зерновые и высаживают картофель), выращиванием яков, буйволов, овец, коз, кур. Хозяйство натуральное. Из-за отсутствия холодильников мясо обычно солят или коптят. Из зерна производят алкогольный напиток под названием «сулима», который часто употребляют без повода, а также на церемониях и фестивалях; его также подают гостям.
Местная экономика основана на бартерной торговле, хотя учащение контактов с окружающим миром вызывает увеличение оборота денег. В некоторые деревни мосо провели электричество, хотя в целом чаще встречаются неэлектрифицированные деревни. Воду добывают из колодцев. В последние годы усиливается модернизация, в частности кое-где появляются спутниковые тарелки.
Поговорка гласит о том, что крестьяне работают семь часов в день семь месяцев в году. В прошлом мосо выращивали только овёс, гречиху и лён. Под влиянием хань в конце XIX века ситуация изменилась, и теперь мосо также культивируют кукурузу, подсолнечник, сою, картофель, тыкву, бобовые и многие другие культуры. Картофель оставался основным продуктом питания мосо до середины XX века, когда они начали выращивать рис, сегодня он составляет более половины урожая.
С начала XX века мосо выращивали буйволов, лошадей и коз, хотя любимый скот мосо — свиньи. Свинина играет важную роль в обществе мосо, её подают гостям, её обязательно готовят на похоронах, ею расплачиваются, она является символом богатства. Раз в год мужчины мосо собираются на ярмарку скота.
Мосо ловят рыбу в озере и ставят ловушки, но не пользуются моторизованными судами.

## Матриархат
Мосо зачастую описывают как матриархальный народ. Женщина обычно является главой семьи, наследование идёт по женской линии, женщины принимают экономические решения, хотя политическая власть находится в руках мужчин.
Девочки-мосо, взрослея, учатся заниматься домашней работой, уборкой, поддерживают огонь, собирают хворост, кормят скот, ткут и прядут. В прошлом мосо сами изготавливали всю одежду и ткани, но в XXI веке большинство покупает подобные товары.
Согласно некоторым исследованиям, у мужчин мосо нет никаких обязанностей, они отдыхают весь день, чтобы сохранить силы на ночные визиты к женщинам, хотя на самом деле они занимаются заботой о скоте, рыбной ловлей, пахотой, а также молитвами и жертвоприношениями.
Династии отсчитывают родство по материнской линии; зачастую ни мать, ни ребёнок не знают, кто именно отец. У мосо традиционно имелась узкая прослойка аристократии, контролировавшая крестьянство, и в ней наследование и передача социального статуса отца осуществлялась сыновьям, а матери — дочерям. Таким образом, если крестьянка рожала детей от знатного мужчины, то дочери оставались крестьянками, а сыновья становились знатью. Возможно, такая мера была введена из-за страха знати за власть. Соответственно, по теории исследовательницы Хуа Цай, мосо не являются идеально-матриархальным обществом, а крестьяне у них подвергались угнетению, живя почти как рабы. Другой антрополог, Ши Чуаньган (кит. трад. 施傳剛, упр.  施传刚, пиньинь Shī Chuángāng) возражает, так как по его мнению, матрилинейность и гостевой брак (тисесе) — первичный институт семьи и воспроизводства, а брак — вторичный, привнесённый в общество мосо в результате контактов с другими народами.

## Этапы жизни мосо

### Церемония совершеннолетия
Церемония совершеннолетия — одно из самых важных событий в жизни мосо. Она проводится, когда ребёнку исполняется 13 лет. До совершеннолетия все дети мосо носят похожую одежду и не участвуют в религиозных церемониях. Если ребёнок умирает до церемонии, то его хоронят без проведения ритуалов. После церемонии девочки получают юбки, а мальчики штаны (поэтому церемония называется «церемония юбки» для девочек и «церемония штанов» для мальчиков). Девочки также могут отныне получить личную спальню, где после полового созревания станут принимать партнёров.

### Брак
Мосо практикуют гостевой брак, а привычного европейцам института брака у мосо нет, поэтому нет мужей и жён. Партнёры живут в разных домах, дети остаются в семье матери. Феномен брака мосо исследован Ши Чуаньганом. Если у женщины нет потомства, то обычно её семья берёт из другой приёмного ребёнка. Приёмные дети считаются равными родным, и приёмные девочки могут стать в новой семье матриархами.
Все имеющиеся сексуальные отношения в культуре мосо являются «гостевым браком» и основаны на взаимных чувствах. Начать отношения может как женщина, так и мужчина, но только женщина разрешает мужчине навещать её ночью. Ночные визиты обычно держатся в тайне, мужчина посещает свою возлюбленную после наступления темноты, а утром возвращается к себе домой. Женщины мосо могут по своему желанию одновременно находиться в отношениях с несколькими партнёрами. Мосо не являются полиандрическим народом, и хотя женщины могут менять партнёров так часто, как хотят, мало кто из них на самом деле имеет одновременно больше одного партнёра, отдавая предпочтение долговременным связям. Имеются сведения о том, что пожилые мосо имели больше партнёров — 30, 40, даже 50 в течение жизни. Несмотря на переход к относительной моногамии, партнёры не требуют друг от друга верности, а в языке на нет слова «ревность».
Большинство женщин знает отцов своих детей, не знать отца своих детей стыдно для женщины, однако в обществе мосо не осуждаются матери и дети, не знающие, кто именно был отцом. Отец вместе со своей матерью и сёстрами дарят ребёнку подарки в день рождения, а на Новый год ребёнок посещает дом отца для выражения почтения. Отец принимает участие в церемонии совершеннолетия.
Хотя отношения могут быть долговременными, мужчина никогда не переходит на постоянное жительство в дом женщины (или наоборот). У пары нет общего имущества. Отец обычно почти не заботится о своих детях. Мужчины больше вовлечены в воспитание племянников и племянниц, чем собственных детей. Отец может дарить семье матери подарки, чтобы продемонстрировать интерес в их воспитании, и это даёт ему определённый статус в её семье. В любом случае детей воспитывают в доме матери, они принимают её фамилию.
Оба партнёра остаются свободны в выборе и не связаны никакими обязательствами. Закончить отношения может любая сторона и в любой момент. Хотя матриарх и может заставить пару разойтись, это случается редко, в отличие от других культур, где брак зачастую заключается в результате группового решения. В Китае особенно ярко проявилось доминирование семейного над частным, а брак исторически служил экономическим и политическим интересам семей.

### Похороны
Вопросами смерти и похорон занимаются мужчины. Мужчины готовят угощения для семьи и гостей. Обычно каждая семья в деревне отправляет хотя бы одного мужчину в помощь. В дом умершего приглашают священников, которые читают в его честь молитвы. Мосо считают, что без молитв жреца религии бон душа исчезнет, а без молитвы буддийских лам не сможет возродиться. Гробы квадратные, небольшого размера. Тело в них помещается в эмбриональной позе, чтобы человек смог переродиться в следующей жизни. Затем гроб кремируют. Вокруг погребального костра водят наряженную лошадь, которая должна помочь унести дух умершего. После этого друзья и семья собираются вместе, чтобы выразить уважение к умершему, желая ему хорошей дороги в землю предков.

## Дом мосо
Дома мосо прямоугольной формы, несколько прямоугольных зданий строят рядом, чтобы внутри оставался двор. На первом этаже держат скотину, которая бродит по дому. Также на первом этаже готовят, едят и принимают гостей. На втором этаже хранятся запасы и располагаются спальни женщин. Мужчины и дети спят в общих спальнях.
Очаг считается центром дома, местом поклонения природе, предкам и духам. За очагом находится камень и алтарь предков, где мосо оставляют съедобные подношения перед каждой трапезой, даже перед чаепитием.
Главой дома является авторитарно правящая старшая женщина в роду, она обладает решающим голосом по всем вопросам. Она же управляет деньгами и назначает работу членам семьи. Когда матриарх желает передать дела более молодой родственнице, она отдаёт ей ключи от хранилища, что выражает обретение новой главой ответственности и прав на собственность.
У мосо расширенная семья, в которую входит несколько поколений (прапрародители, прародители, родители, дети, внуки, все со своими сёстрами и братьями). Все они живут в общем доме и спят совместно, индивидуальные спальни есть только у женщин определённого возраста.
Собаки считаются важной частью семьи у мосо, а их поедание строго запрещено, в отличие от других азиатских культур. Это связано с мифом о том, что в древности люди жили 13 лет, а собаки 60, но люди выменяли срок жизни собаки на почитание их. Собак никогда не убивают и не едят, а во время церемонии инициации взрослые мосо молятся перед собаками семьи.

## Религия
Религия играет важную роль в жизни мосо, причём верования этого народа соединяют синкретическую религию бон и тибетский буддизм.

### Бон
Религия бон является частью культурной жизни мосо на протяжении тысячелетий. Она основана на анимизме, культе предков и поклонении богине-матери.
Основными задачами священников (шаманов) является изгнание духов и помощь духам умерших. Священники пьют алкоголь, чтобы войти в транс и говорить с духами. Так как язык мосо бесписьменный, религиозное писание отсутствует. Все священники — мужчины.
В повседневной жизни, вне ключевых событий (наречение имени ребёнку, церемония совершеннолетия, похороны, праздники, болезни) бон почти не присутствует. Из-за запрета религии бон коммунистическим Китаем, хотя он и отменён в настоящее время, священников осталось очень мало.

### Буддизм
Роль буддизма в жизни мосо в последнее время увеличилась. Буддисты этого народа едят мясо. Священники молятся за умерших и предоставляют базовое религиозное и секулярное образование детям и взрослым. Если в семье более одного сына, то одного, скорее всего, отправят в монахи.
У мосо есть свой «живой будда», которого считают реинкарнацией одного из тибетских святых. Обычно он живёт в Лицзяне, но уходит в главный тибетский храм в Юннине на праздники. В большинстве домов над очагом стоит статуя одного из буддийских богов.

## Язык
Мосо говорят на бесписьменном диалекте на (также язык мосо) языка наси, принадлежащего тибето-бирманской языковой подсемье. Письменность разрабатывает, в том числе, Ассоциация культурного развития мосо озера Лухугу.

## Современные изменения
Культура мосо много раз подвергалась угрозе уничтожения. Ещё во время правления династии Мин регион захватили хань, после чего мосо восприняли буддизм (однако адаптировали его). Однако в годы развития электричества и автомобильных дорог, а также с распространением в регионе телевидения старшее поколение опасается за сохранность традиционного образа жизни.
Мосо живут в туристически привлекательном регионе, и поток туристов оказывает влияние на культуру мосо. Гостевой брак начинает выступать как оправдание проституции.

## Изображение в книгах и фильмах
О мосо было создано множество произведений искусства. Писательница Ян Эрчэ Наму из народа мосо опубликовала несколько автобиографий. Кроме того, было снято множество документальных фильмов.